# Котманиця
Котманиця (хорв. Komatnica) — населений пункт у Хорватії, у Копривницько-Крижевецькій жупанії у складі громади Петеранець.

## Населення
Населення за даними перепису 2011 року становило 61 осіб.
Динаміка чисельності населення поселення: